# Thollon-les-Mémises
Thollon-les-Mémises is een gemeente in het Franse departement Haute-Savoie (regio Auvergne-Rhône-Alpes) en telt 691 inwoners (2004). De plaats maakt deel uit van het arrondissement Thonon-les-Bains.

## Geografie
De oppervlakte van Thollon-les-Mémises bedraagt 13,7 km², de bevolkingsdichtheid is 50,4 inwoners per km².
De onderstaande kaart toont de ligging van Thollon-les-Mémises met de belangrijkste infrastructuur en aangrenzende gemeenten.

## Demografie
Onderstaande figuur toont het verloop van het inwonertal (bron: INSEE-tellingen).

1. ↑  Populations de référence 2022.